# Sătucu, Prahova
Sătucu (denumit și Crâng) este un sat în comuna Tomșani din județul Prahova, Muntenia, România.